# ITunes Live from SoHo (Secondhand Serenade)
iTunes Live from SoHo è il primo EP live di Secondhand Serenade, pubblicato nel 2009.

## Tracce
1. Vulnerable (Live) – 3:41
2. Awake (Live) – 4:14
3. Half Alive (Live) – 3:46
4. Pretend (Live) – 3:35
5. Your Call (Live) – 4:06
6. Maybe (Live) – 3:24
7. A Twist in My Story (Live) – 4:41
8. Fall for You (Live) – 3:19

## Formazione
- John Vesely – voce, chitarra acustica, tastiera